# Veneno Vivo
Veneno Vivo é o segundo álbum ao vivo da cantora brasileira Cássia Eller, lançado em 1998.

## Histórico
Segundo álbum ao vivo de Cássia, é o registro da turnê do disco anterior, Veneno AntiMonotonia. No entanto, estão incluídas algumas faixas não presentes neste último como "Queria Ser Cássia Eller" e "Nós", que acabaria sendo lançada como single pela Polygram.

## Faixas
| N.º            | Título                                                        | Compositor(es)                                                   | Duração |  |
| 1.             | "Brasil"                                                      | Cazuza; George Israel; Nilo Romero                               | 4:37    |  |
| 2.             | "Amor Destrambelhado"                                         | Lan Lan; Márcio Mello                                            | 2:37    |  |
| 3.             | "Obrigado (Por Ter Se Mandado)"                               | Cazuza; Zé Luis                                                  | 3:05    |  |
| 4.             | "Vida Bandida"                                                | Lobão; Bernardo Vilhena                                          | 3:08    |  |
| 5.             | "Billy Negão"                                                 | Cazuza; Guto Goffi; Maurício Barros                              | 3:20    |  |
| 6.             | "Farrapo Humano"                                              | Luiz Melodia                                                     | 3:50    |  |
| 7.             | "Nós"                                                         | Tião Carvalho                                                    | 2:47    |  |
| 8.             | "Mis Penas Lloraba Yo / Soy Gitano"                           | Antonio Sanchez / Vicente Amigo; J. Monje; José Fernandez Torres | 3:04    |  |
| 9.             | "Todo Amor Que Houver Nessa Vida"                             | Cazuza; Frejat                                                   | 4:04    |  |
| 10.            | "Ponto Fraco"                                                 | Cazuza; Frejat                                                   | 2:32    |  |
| 11.            | "Faça o Que Quiser Fazer"                                     | Fábio Allman; Felipe Cambraia; Lúcio Krops                       | 4:19    |  |
| 12.            | "Geração Coca-Cola"                                           | Renato Russo                                                     | 2:08    |  |
| 13.            | "Todas as Mulheres do Mundo" (música incidental: Bem Me Quer) | Rita Lee; Roberto de Carvalho ("Bem Me Quer")                    | 3:24    |  |
| 14.            | "Eu Queria Ser Cássia Eller"                                  | Péricles Cavalcanti                                              | 3:35    |  |
| Duração total: | Duração total:                                                | Duração total:                                                   | 46:53   |  |

## Ficha técnica
Músicos
- Cássia Eller – voz, cavaquinho e violão
- Walter Villaça – guitarra (todas menos 7 e 8); violão (em "Nós" e "Mis Penas Lloraba Yo/Soy Gitano"); solo de guitarra (em "Obrigado (Por Ter se Mandado)", "Ponto Fraco", "Todo Amor que Houver Nessa Vida" e "Faça o que Quiser Fazer"); backing vocal (em "Vida Bandida", "Ponto Fraco", "Faça o que Quiser Fazer" e "Todas as Mulheres do Mundo")
- Luciano Maurício (Lúci) – guitarra (todas menos 7 e 8); violão (em "Nós" e "Mis Penas Lloraba Yo/Soy Gitano"); solo de guitarra (em "Vida Bandida", "Farrapo Humano" e "Todo Amor que Houver Nessa Vida"); backing vocal (em "Obrigado (Por Ter se Mandado)", "Vida Bandida", "Mis Penas Lloraba Yo", "Ponto Fraco"< "Faça o que Quiser Fazer", "Geração Coca-Cola" e "Todas as Mulheres do Mundo")
- Fernando Nunes – baixo (todas menos 7 e 8); baixolão (em "Nós" e "Mis Penas Lloraba Yo/Soy Gitano"); backing vocal (em "Vida Bandida", "Mis Penas Lloraba Yo/Soy Gitano", "Ponto Fraco", "Geração Coca-Cola" e "Todas as Mulheres do Mundo")
- Lan Lan – percussão, timbales, pandeiro, talking drum, cajón e efeitos; backing vocal (em "Vida Bandida", "Mis Penas Lloraba Yo/Soy Gitano", "Ponto Fraco" e "Todas as Mulheres do Mundo")
- Cesinha – bateria; cowbell (em "Brasil", "Farrapo Humano" e "Mis Penas Lloraba Yo/Soy Gitano"); backing vocal (em "Vida Bandida", "Mis Penas Lloraba Yo/Soy Gitano", "Ponto Fraco" e "Todas as Mulheres do Mundo")

Músicos adicionais
- Rodrigo Garcia – tamborim em "Brasil", violão (em "Billy Negão", "Nós" e "Mis Penas Lloraba Yo/Soy Gitano"), solo de violão em "Soy Gitano" e backing vocal (em "Mis Peans Lloraba Yo/Soy Gitano", "Faça o que Quiser Fazer" e "Todas as Mulheres do Mundo")
- Fábio Allman – participação em "Faça o que Quiser Fazer"

Produção
- Waly Salomão – produção
- Jorge "Gordo" Guimarães – gravação
- Zorro – assistente de gravação
- Flavio Senna – mixagem; efeito de voz em "Brasil"
- João Damasceno – assistente de mixagem
- Ricardo Essucy e Vânius Marques – masterização
- Sinistro – assistente de estúdio

## Certificações
| País          | Certificação | Vendas |
| ------------- | ------------ | ------ |
| Brasil (ABPD) | —            | 50.000 |